# Aquarius Plateau
Aquarius Plateau je náhorní plošina v Garfield County, ve středo-jižní části Utahu. Leží západně od Národního parku Capitol Reef a severně od přírodního památníku Grand Staircase-Escalante. Aquarius Plateau se rozkládá v nadmořské výšce okolo 3 000 metrů.
Nejvyšší bod plošiny Bluebell Knoll dosahuje výšky 3 452 metrů. Aquarius Plateau je součástí Koloradské plošiny.